# Da Capo (Love)
Da Capo è il secondo album discografico del gruppo musicale rock statunitense Love, pubblicato nel 1966.

## Tracce
Tutte le tracce sono di Arthur Lee tranne dove indicato.
Side 1
1. Stephanie Knows Who – 2:33
2. Orange Skies (Bryan MacLean) – 2:49
3. ¡Que Vida! – 3:37
4. 7 and 7 Is – 2:15
5. The Castle – 3:00
6. She Comes in Colors – 2:43

Side 2
1. Revelation (Lee, Bryan MacLean, Johnny Echols, Ken Forssi) – 18:57

## Formazione
- Arthur Lee - voce, armonica, chitarra, batteria, percussioni
- Johnny Echols - chitarra
- Bryan MacLean - chitarra, voce
- Ken Forssi - basso
- Alban "Snoopy" Pfisterer - organo, fisarmonica
- Michael Stuart - batteria, percussioni
- Tjay Cantrelli - sassofono, flauto, percussioni